# Gemeentebelang Wierden
Gemeentebelang Wierden is een lokale politieke partij in de gemeenteraad van Wierden. Het is een combinatie van de VVD en Gemeentebelang. De fractie telt twee zetels; een voor elke fractie.
Op 29 augustus 2013 maakte de VVD bekend dat zij na dertig jaar voor de gemeenteraadsverkiezingen van 2014 alleen, dus zonder lijstverbinding, verdergaan. Voor Johan Hulsink, secretaris en penningmeester van GBW kwam dit als een verrassing. Voor de verkiezingen doet de partij niet mee; van opheffen is vooralsnog geen sprake.